# Elmar Zeitler
Elmar Zeitler   (Würzburg, 12 de març de 1927 - 19 de desembre de 2020) fou un físic alemany que es va dedicar a l'aplicació de la microscòpia electrònica. Zeitler fou autor o coautor de vora de dues-centes publicacions científiques.

## Biografia
Després del seu servei militar a la Luftwaffe i de ser presoner de guerra americà, Zeitler va estudiar física a la Universitat de Würzburg. La seva dissertació de 1953, Untersuchungen über die harte Sekundärstrahlung der kosmischen Strahlung (Investigació sobre la radiació secundària dura dels raigs còsmics) va ser supervisada per Helmuth Kulenkampff. Després de treballar quatre anys (1954-1958) a la indústria química (Bayer Leverkusen), va passar una estada de recerca l'any 1958 a l'Institut Medicinal Nobel per la Biologia Cel·lular de l'Institut Karolinska a Estocolm. Aquí entrava en contacte amb els aspectes quantitatius de la microscòpia electrònica, peculiarment amb la determinació de les masses moleculars per mitjà del microscopi electrònic. Seguidament obtingué la venia legendi (el diploma que l'acreditava com a professor) a la Universitat de Würzburg, com Privatdozent (catedràtic auxiliar) i va celebrar la seva primera lliçó «la física per als estudiants de medicina». La microscòpia electrònica quantitativa va ser també el tema principal de la seva recerca, que va continuar a Washington, en el Departament de Biofísica de l'Hospital Militar Walter Reed. Juntament amb G. Bahr va organitzar el 1964 a Washington DC un simposi sobre microscòpia electrónica quantitativa, que va contribuir de manera significativa a la creació d'aquesta direcció d'investigació. El 1968 va acceptar el nomenament com a professor a la Universitat de Chicago, Departament de Física i de Biofísica. El 1977 va ser nomenat membre científic de la Societat Max Planck i va arribar a ser director de l'Institut Fritz Haber, després d'Ernst Ruska. Va romandre cap del Departament de Microscòpia Electrònica fins a la seva jubilació el 1995. A l'Institut Fritz Haber, va promoure en particular les activitats dels seus col·laboradors científics en les àrees de microscòpia electrònica quantitativa (M. van Heel), crio-microscopia electrònica amb una lent superconductora (F. Zemlin), microscòpia d'emissió fotoelectrònica (W. Engel) i espectroscòpia electrònica de pèrdues d'energia (D. Krahl).
També va ser professor honorari de la Universitat Tècnica de Berlín (1975-1995), editor fundador de la revista Ultramicroscopy per l'editorial neerlandesa Elsevier, i membre honorari de nombroses organitzacions internacionals per a la microscòpia electrònica. Va ser president de la Societat Alemanya de Microscòpia Electrònica (1982-1984) i president de la Federació Internacional de Societats de Microscòpia Electrònica (IFSEM) (1990-1994). Va ser guardonat amb el títol honorífic Distiguished Scientist (Científic Distingit) de la Societat de Microscòpia Electrònica d'Amèrica (EMSA) el 1989.